# Essinghausen/Duttenstedt
Essinghausen/Duttenstedt ist eine Ortschaft der Stadt Peine im Landkreis Peine in Niedersachsen mit etwa 2900 Einwohnern.

## Geschichte
Am 1. März 1974 wurden die vorher selbstständigen Gemeinden Essinghausen und Duttenstedt, beide im Landkreis Braunschweig, in die Stadt Peine eingemeindet und zu einer Ortschaft zusammengeschlossen. Sie besteht aus den Ortsteilen Essinghausen und Duttenstedt. Jeder Ortsteil führt ein eigenes Wappen.

## Politik

### Ortsrat
Der Ortsrat, der die Ortsteile Essinghausen und Duttenstedt vertritt, setzt sich aus fünf Mitgliedern zusammen. Die Ratsmitglieder werden durch eine Kommunalwahl für jeweils fünf Jahre gewählt.
Bei der Kommunalwahl 2021 ergab sich folgende Sitzverteilung:
| Ortsrat 2021Insgesamt 5 Sitze - SPD: 2 - WED: 3 |

### Ortsbürgermeister
Ortsbürgermeister ist Günter Schmidt (Wählergemeinschaft Essinghausen-Duttenstedt). Frühere Ortsbürgermeister waren:
- 1974–1974: Albert Schaper
- 1974–1981: Wolfgang Meynberg (SPD)
- 1981–1996: Leonhard Kölbel (CDU)
- 1996–2006: Wolfgang Meynberg (SPD)
- 2006–2016: Michael Ramm (SPD)